# فلاشینگ، کورنوال
فلاشینگ (به انگلیسی: Flushing) یک روستا در بریتانیا است که در مایلر واقع شده‌است.